# دايفيد ويلسون (لاعب كرة قدم)
دايفيد ويلسون (بالإنجليزية: David Wilson)‏ (و. 1991  م) هو لاعب كرة قدم أمريكية، من الولايات المتحدة، ولد في دانفيل، يلعب كراكض للخلف ‏.

## التعليم
تعلم في George Washington High School (Danville, Virginia) ‏.

## روابط خارجية
- دايفيد ويلسون على موقع الاتحاد الدولي لألعاب القوى (الإنجليزية)
- دايفيد ويلسون على موقع مرجع كرة القدم المحترفة.كوم (الإنجليزية)
- دايفيد ويلسون على موقع كلية كرة القدم في سبورتس رفرنس.كوم (الإنجليزية)